# Truman Henry Safford

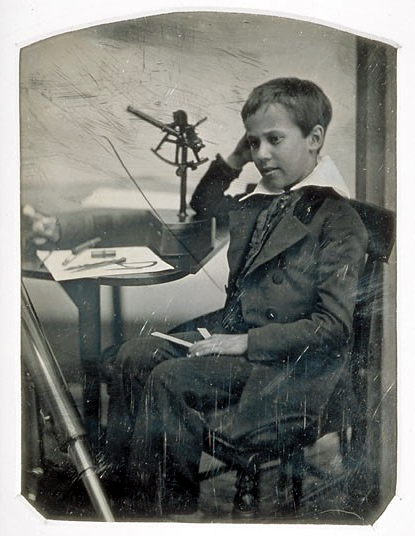
Truman Henry Safford (ca. 1844)

Truman Henry Safford (* 6. Januar 1836 in Royalton, Vermont; † 13. Juni 1901 in Newark, New Jersey) war ein US-amerikanischer Astronom.
Truman Henry Safford war ein Rechenkünstler. Mit neun Jahren fragte ihn ein Priester die Zahl 365'365'365'365'365'365 mit sich selbst zu multiplizieren. In weniger als einer Minute hatte er die korrekte Antwort: 133'491'850'208'566'925'016'658'299'941'583'225. Ungefähr in diesem Alter entwickelte er eine neue Methode um die Mondaufgänge zu berechnen, welche etwa ein Viertel der Zeit benötigte wie die bisherigen Methoden.
Er ging jedoch in eine normale Schule und studierte Astronomie. Truman arbeitete zunächst am Harvard-College-Observatorium, dann am Dearborn Observatory, bis er schließlich der zweite Direktor des Hopkins Observatorium am Williams College wurde, das älteste heute noch bestehende Observatorium in den Vereinigten Staaten. Er blieb Direktor dieses Observatoriums bis zu seinem Tod.
1861 wurde Safford in die American Academy of Arts and Sciences gewählt.